# Quercus franchetii
Quercus franchetii, és una espècie de roure que pertany a la secció Quercus sect. Cerris, natiu a una àmplia zona de l'est d'Àsia. És un tipus de roure natiu de la Xina (Sichuan i Yunnan) nord de Tailàndia i el Vietnam, on creix a una altitud entre 800 i 2600 metres. Es tracta d'un petit arbre perennifoli.
En la natura, forma un arbre de fins a 15 m d'alt. De vegades és arbustiu. Quan és més gran es formen branques irregulars i tortuoses. Les branques estan cobertes d'un toment blanc cremós de molt llarga durada. Els brots són petits, globulars amb l'àpex agut, a la vora ciliat vermellós i negre.
Aquesta espècie va ser descrita per primera vegada el 1899 i està dedicada a René Adrien Franchet, un botànic del Museu Nacional d'Història Natural de París. En el subgènere Quercus, és a la secció de Cerris, s'assembla al Quercus lanata.
Les fulles són coriàcies en forma d'oval, i fan 5 a 12 cm de llarg per 2,5 a 6 cm d'ample i són de fulla perenne (que queden a l'arbre durant l'hivern). Tenen una cuneada (forma de falca) o una base lleugerament arrodonida, i la part superior és llisa i brillant, mentre que la part inferior està densament coberta amb pelatge groguenc. El marge de la fulla és dentat, amb 5 a 10 parells de dents curtes, encara que no a prop de la base, i la fulla es troba en un 1-2 cm de llarg pelut amb un pecíol gris-groc. El fruit és una gla que fa 0.9-1.1 cm de llarg per 0,8 cm d'ample, ovoide, àpex deprimit però mucronat, sedós, peduncle curt (1.5-3 cm); tancats 2/3 per tassa, tassa de 0.8-1.1 cm de diàmetre i escamosa, maduració en 1 o 2 anys.